# آمروسی بوچما
صویت

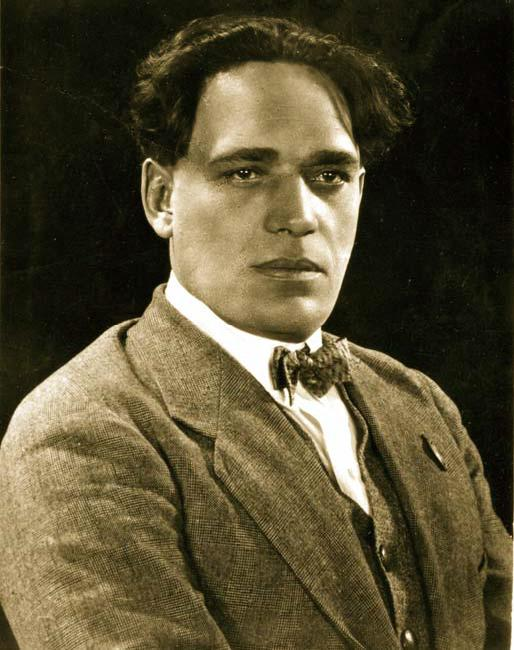
تصویرآمروسی بوچما

آمروسی بوچما (روسی: Амвросий Максимилианович Бучма؛ ۱۴ مارس ۱۸۹۱ – ۶ ژانویهٔ ۱۹۵۷) بازیگر، کارگردان فیلم، و کارگردان نمایش اهل اتریش-مجارستان بود.
وی همچنین برندهٔ جوایزی همچون نشان لنین، جایزه هنرمند مردمی اتحاد جماهیر شوروی، مدال دفاع از استالینگراد و نشان پرچم سرخ کار شده‌است.